# روكي أندرسون
روكي أندرسون (بالإنجليزية: Rocky Anderson) هو محامي وسياسي أمريكي، ولد في 9 سبتمبر 1951 في الولايات المتحدة. حزبياً، نشط في الحزب الديمقراطي.

## وصلات خارجية
- الموقع الرسمي